# Sân bay Farafangana
Sân bay Farafangana (IATA: RVA, ICAO: FMSG) là một sân bay ở thành phố Farafangana, Madagascar.

## Hãng hàng không và điểm đến
| Hãng hàng không | Các điểm đến |
| --------------- | ------------ |
| Air Madagascar  | Antananarivo |